# Toulon (Illinois)
Toulon es una ciudad ubicada en el condado de Stark, Illinois, Estados Unidos. Según el censo de 2020, tiene una población de 1193 habitantes.

## Geografía
La localidad está ubicada en las coordenadas 41°5′36″N 89°51′47″O / 41.09333, -89.86306. Según la Oficina del Censo de los Estados Unidos, Toulon tiene una superficie total de 2,63 km², correspondientes en su totalidad a tierra firme.

## Demografía
Según el censo de 2020, hay 1193 personas residiendo en Toulon. La densidad de población es de 453,61 hab./km². El 94,5% son blancos, el 0,4% son afroamericanos, el 0,2% son amerindios, el 0,2% son asiáticos, el 0,6% son de otras razas y el 4,2% son de dos o más razas. Del total de la población, el 2,6% son hispanos o latinos de cualquier raza.